# Prostyje vesjji
Prostyje vesjji (russisk: Простые вещи, da: Simple ting) er en russisk spillefilm fra 2007 instrueret af Aleksej Popogrebskij.

## Medvirkende
- Sergej Puskepalis som Sergej Maslov
- Leonid Bronevoj som Zjuravljov
- Svetlana Kamynina som Katja
- Dinara Kutujeva som Lena
- Ivan Osipov som Pjotr